# Nixon in China
Nixon in China is een opera in drie bedrijven van John Adams op een libretto van Alice Goodman. Deze opera werd voor de eerste keer opgevoerd in het Opera House in Houston op 22 oktober 1987. De Europese première was in juni 1988, in de Amsterdamse Stopera. De opera behandelt in drie bedrijven het bezoek van Richard Nixon aan China in 1972, en zijn ontmoeting met Mao Zedong. De belangrijkste personages zijn Richard Nixon, zijn vrouw Pat Nixon en zijn adviseur Henry Kissinger namens de Amerikanen en Mao Zedong, zijn vrouw Jiang Qing en premier Zhou Enlai.
Het libretto volgt vrij precies het verloop van het staatsbezoek van Nixon aan China dat in februari 1972 plaatsvond.
Adams won in 1989 een Grammy Award voor deze compositie, in de uitvoering van de San Francisco Symphony o.l.v. Edo de Waart.

## Rolverdeling
- Richard Nixon, president van de Verenigde Staten - bariton
- Pat Nixon, zijn vrouw - Mezzosopraan
- Chou En-lai, Chinese premier - bariton
- Mao Tse-Tung, partijvoorzitter - tenor
- Chiang Ch'ing, echtgenote van Mao - sopraan
- Henry Kissinger - bas
- Eerste en twee secretaresse van Mao - mezzosopranen
- Derde secretaresse van Mao - contra-alt
- Wu Ching-hua - danseres
- Burgers van Peking, fabrieksarbeiders, soldaten van het Chinese volksleger - koor

## Synopsis
Plaats: Peking
Tijd: 1972

### Eerste bedrijf

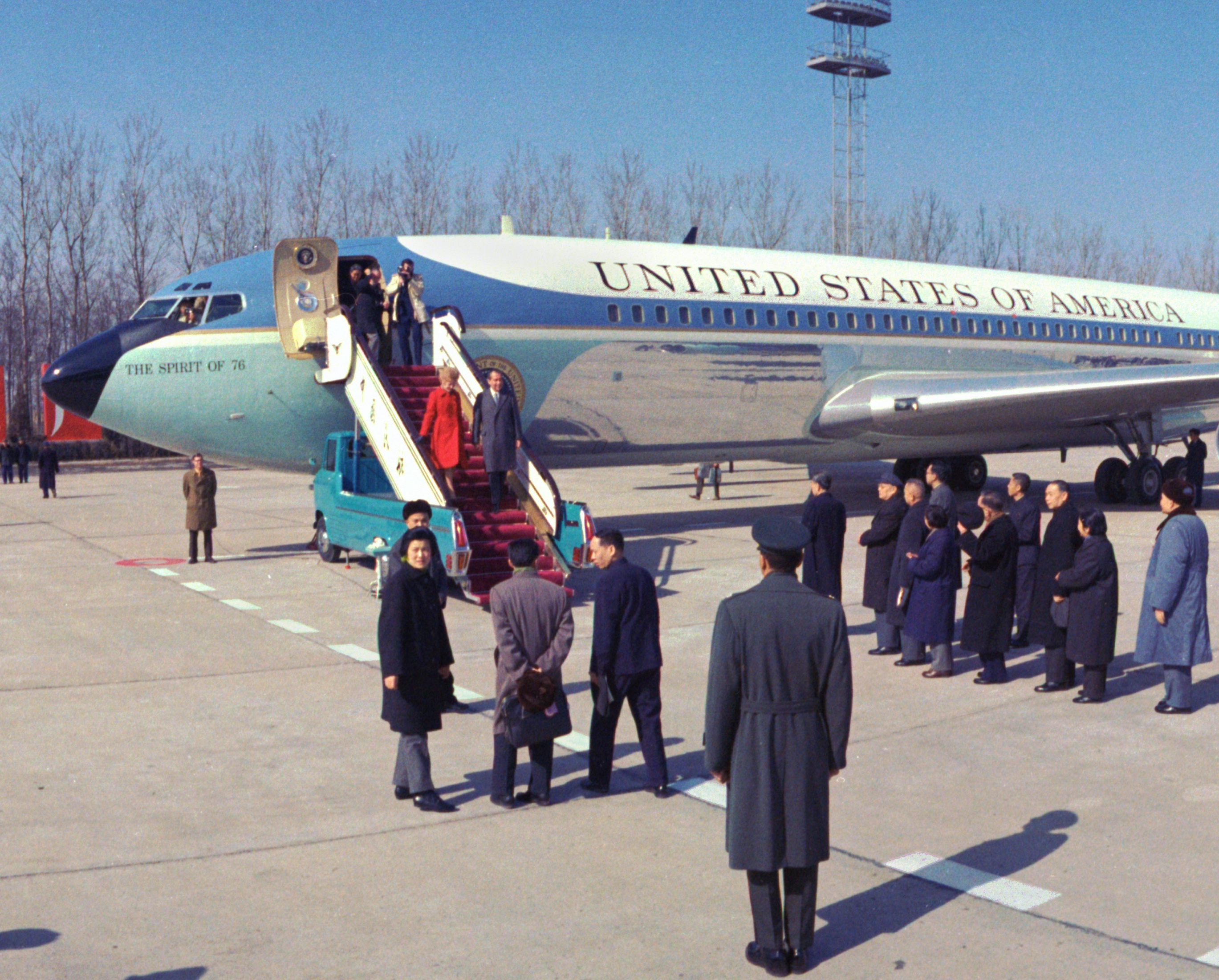
Nixons verlaat het presidentiele vliegtuig de Spirit of '76 in Beijing

President Nixon en zijn vrouw worden geheel volgens het protocol ontvangen op het vliegveld. Daarna volgen een gesprek met de Chinezen en een banket. Er heerst ontzettende terughoudendheid van beide kanten, maar ondanks alles wordt de etiquette nauwlettend in acht genomen.

### Tweede bedrijf

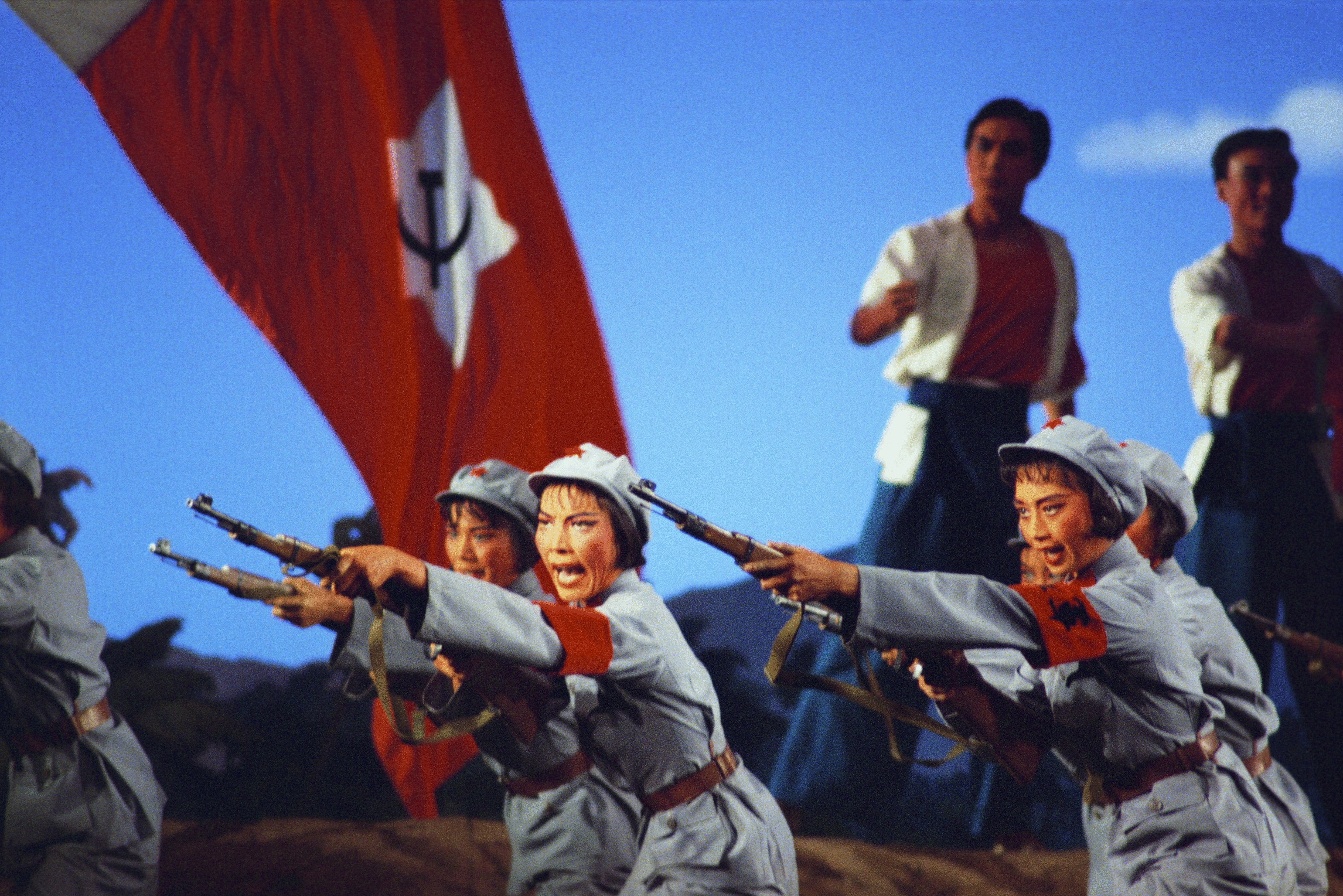
Het ballet Het Rode Vrouwendetachement, de opvoering tijdens het bezoek.

In het tweede bedrijf verschuift het perspectief naar Pat Nixon, de vrouw van de president. Ze werkt haar culturele programma af en bezoekt bezienswaardigheden uit het oude en uit het communistische China. Op persoonlijk vlak probeert ze overeenkomsten tussen Amerikanen en Chinezen te vinden. In de avond bezoeken de gasten een traditionele rode opera. Tevens biedt Jiang Qing, Mao's vrouw, hen trots het revolutionaire ballet Het Rode Vrouwendetachement aan. Pat Nixon wordt geëmotioneerd door het gewelddadige karakter van het verloop, en raakt in conflict met Jiang Qing, die daarop haar status bezingt in een van de bekendere arias uit deze opera, I am the wife of Mao Tze-tung.

### Derde bedrijf
In de laatste nacht van het bezoek van de Amerikanen in Peking blikken alle personages in hun hotelkamer terug op de invloed die het bezoek aan China op hen heeft gehad.

## Opnames
- Colorado Symphony Orchestra & Opera Colorado Chorus o.l.v. Marin Alsop. Naxos 8.669022-24, uitgave 2009.
- St. Luke’s Orchestra & Chorus o.l.v. Edo de Waart. Nonesuch records 7559-79177-2, uitgave 1999.

Nixon in China (1987) · The Death of Klinghoffer (1991) · I Was Looking at the Ceiling · and Then I Saw the Sky (1995) · El Niño (2000) · Doctor Atomic (2005) · A Flowering Tree (2006)